# John Elkann
Pour les articles homonymes, voir Elkann.
John Philip Jacob Elkann, né le 1er avril 1976 à New York, est un chef d'entreprise italien.
John Elkann a un profil international. Né à New York en 1976, il a grandi au Royaume-Uni et au Brésil, a passé son baccalauréat à Paris, au lycée Victor-Duruy puis il fait des études supérieures à l'Ecole polytechnique de Turin avant d'intégrer le groupe Fiat. Alors qu'il n'a que 21 ans, son flamboyant grand-père, Giovanni Agnelli (dit Gianni et surnommé l'Avvocato), le désigne comme son successeur à la tête de l'empire Fiat.
D'apparence timide et peu disert, il a toujours préféré l'ombre aux feux de la rampe, aux antipodes de son frère cadet Lapo. Fils de l'écrivain et journaliste franco-italien Alain Elkann et de Margherita Agnelli, la fille de Gianni, il est le petit-fils de Gianni Agnelli et héritier désigné, après le décès précoce de son cousin Giovanni Alberto Agnelli en 1997, fils d'Umberto Agnelli frère de Gianni, que son grand-père avait initialement choisi comme dauphin, du groupe automobile FIAT S.p.A., devenu sous sa présidence Fiat Chrysler Automobiles puis Stellantis en janvier 2021, à la suite de la fusion avec le groupe PSA.
Il occupe actuellement la fonction de président du groupe Stellantis, de Ferrari et de ses activités sportives. Il est le PDG d’Exor, la holding d'investissement de la famille Agnelli.
Exor est l’une des plus importantes sociétés d’investissements européennes. Elle contrôle également l’équipe de football Juventus FC de Turin et est l'actionnaire majoritaire de The Economist.

## Biographie

### Enfance et formation
Né à New York, John Elkann est le fils aîné d’Alain Elkann, journaliste et écrivain franco-italien et de sa première épouse italienne Margherita Agnelli. Ses parents divorcent en 1981 et se remarient tous les deux. Les grands-parents maternels de John Elkann étaient le patron de l'empire multinational FIAT S.p.A. Gianni Agnelli et la mondaine italienne Marella Agnelli (née Donna Marella Caracciolo di Castagneto). Son arrière-grand-oncle paternel était le banquier Ettore Ovazza.
Il a un frère, Lapo, et une sœur, Ginevra, ainsi que cinq demi-frères et demi-sœurs issus du deuxième mariage de sa mère, désormais Margherita Agnelli de Pahlen, avec Serge de Pahlen. Ses jeunes demi-frères et demi-sœurs s'appellent : Maria de Pahlen (née en 1983), Pierre de Pahlen (né en 1986), les jumelles Sophie et Anna de Pahlen (nées en 1988) et Tatiana de Pahlen (née en 1990).
John Elkann suit ses études primaires au Royaume-Uni et au Brésil, avant que sa famille s'installe à Paris (France), où il obtient son baccalauréat scientifique au lycée Victor-Duruy en 1994. Un peu plus tard, la même année, il s'installe en Italie pour suivre les cours de l'École polytechnique de Turin où il est diplômé en ingénierie en 2000. Sa jeunesse internationale lui permet de parler couramment quatre langues.

### Carrière
Gianni Agnelli fait entrer au conseil d'administration de Fiat le jeune « Jaki » (surnom de John), qu'il initie au goût du risque et de l'effort, lors d'équipées sportives en mer ou en montagne.
Tout en poursuivant ses études en ingénierie à Turin, son grand-père lui fait acquérir de l'expérience professionnelle lors de plusieurs stages en entreprise : chez l'équipementier Magneti Marelli dans son usine de phares à Birmingham, Angleterre (1996), sur les chaînes de montage des Fiat Cinquecento à Tychy, Pologne (1997) et comme vendeur dans une concession automobile à Lille, France (1998) et dans le « Corporate Initiative Group » de General Electric où il prépare sa thèse sur les enchères en ligne (1999). En décembre 1997, Elkann est choisi par son grand-père Gianni Agnelli pour prendre la place de l'héritier Giovanni Alberto Agnelli, le fils du frère cadet de Gianni, Umberto, décédé à l'âge de 33 ans. Il est nommé au conseil d’administration de Fiat S.p.A. à l'âge de 21 ans. En 2000, après avoir obtenu son diplôme en ingénierie à l'École polytechnique de Turin, il rejoint le programme d'audit du groupe General Electric. Il quitte General Electric deux ans plus tard.
Il est revenu à Turin pour se rapprocher de son grand-père qui prenait de l'âge et de l’entreprise familiale.
En 2003, il rejoint IFIL (maintenant Exor) et travaille sur le redressement du groupe Fiat. La mort de son grand-père Gianni Agnelli en 2003 et du frère de ce dernier, Umberto Agnelli, un an plus tard, précipite sa carrière. Luca Cordero di Montezemolo devient président du groupe Fiat et le nomme vice-président du conseil d’administration du groupe Fiat S.p.A. et vice-président de la commandite familiale, Giovanni Agnelli B.V., qui contrôle Exor. Il a joué un rôle clé dans la nomination de Sergio Marchionne, en mai 2004.
Le 21 avril 2010, il devient président du groupe Fiat (devenu ensuite Fiat Chrysler Automobiles), succédant à Luca di Montezemolo, et président de la société Giovanni Agnelli B.V., en remplacement de Gianluigi Gabetti. En février 2011, il est nommé P-DG d'Exor N.V. (ex IFI, la holding financière de la famille Agnelli qui, outre le groupe Fiat, possède d'autres fleurons comme le club de football de la Juventus de Turin, Ferrari et plusieurs médias, dont La Stampa, The Economist et La Repubblica.
Depuis la nomination de John Elkann, la valeur du patrimoine de la famille Agnelli n'a cessé d’augmenter, elle a même été multipliée par neuf en dix ans. Il est également président de Ferrari, Partner Re, Editrice La Stampa, et membre du conseil d'administration de The Economist Group.
Il joue un rôle actif auprès de nombreuses organisations à but non lucratif et de groupes de réflexion engagés dans le débat géopolitique mondial. En effet, il est vice-président de l'Italian Aspen Institute, de la Fondation Giovanni Agnelli et du MOMA - Museum of Modern Art.
En 2013, il a été considéré par Fortune comme l'un des dirigeants de moins de 40 ans les plus influents au monde.
Il participe aux réunions du Groupe Bilderberg de 2014, 2015, 2016 et 2017,,,,,,,,.
Pour célébrer le 150e anniversaire du quotidien italien La Stampa, racheté par la famille Agnelli en 1926, il a organisé en juin 2017 « The Future of Newspapers », une conférence internationale à laquelle ont participé Jeff Bezos (The Washington Post), Lionel Barber (The Financial Times), Tsuneo Kita (Nikkei), Jessica Lessin (The Information), Gary Liu (South China Morning Post Publishers), John Micklethwait (Bloomberg News), Zanny Minton Beddoes (The Economist), Mark Thompson (The New York Times), Robert Thomson (NewsCorp) et d’autres personnalités.
En février 2018, il a été l'un des principaux acteurs de Master of Scale, la série de podcasts animée par Reid Hoffman (cofondateur de Linkedin). Dans cette interview, il a évoqué les conditions qui permettent aux entreprises de durer au fil des siècles (en utilisant la métaphore du « phénix »), et décrit le cas de Fiat, de la crise de 2004 à la création de Fiat Chrysler Automobiles.
En juin 2018, il a invité Peter Thiel, Reid Hoffman, Xavier Niel et d'autres leaders technologiques mondiaux au SEI Torino Forum pour le lancement international de la nouvelle école d'entrepreneuriat et d'innovation de Turin, l'initiative soutenue par la Fondation Agnelli qui aide les étudiants de niveau universitaire à créer de nouvelles entreprises.
Il est nommé président de Ferrari et donc patron de la Scuderia en Formule 1 en septembre 2018 après le décès de Sergio Marchionne.
En 2019, sous la direction de John Elkann, Exor rachète, au groupe italien CIR (en), sa participation majoritaire dans GEDI Gruppo Editoriale pour la somme de 102,5 millions d'euros.
En avril 2019, il participe, avec le directeur général du CERN, Fabiola Gianotti, et l'architecte italien Renzo Piano à un événement médiatique pour dévoiler le projet du Portail de la science, un nouveau centre pour l'éducation et la communication scientifiques du CERN, qui vise à partager les recherches et les technologies avec la société.
En mars 2020, John Elkann et le conseil d'administration de Fiat Chrysler Automobiles sont convenus de renoncer à leur rémunération restante pour l'année 2020 pour contribuer aux efforts communs consentis pour affronter la pandémie de coronavirus.
En mai 2021, Elkann est nommé chevalier de l'ordre du Mérite du travail italien dans le domaine de l’industrie automobile par le président Sergio Mattarella.
En avril 2022, en dépit de l'opposition d'une majorité des actionnaires, les dirigeants du groupe Stellantis voient confirmée la rémunération validée par le conseil d'administration. Celui-ci prévoit notamment que John Elkann, reçoive 7,8 millions d'euros pour l'exercice 2021. Le 15 mai 2023, il annonce, en tant que fondateur, le lancement de Lingotto, une société de gestion d'investissement entièrement détenue par Exor et dont le siège est à Londres.
À partir de janvier 2025 il rejoint le conseil d'administration de Meta.

## Vie privée
John Elkann a été baptisé et élevé dans une famille catholique. Surnommé Jaki, ou Yaki, John Elkann s'est marié avec Lavinia Borromeo (née Lavinia Ida Borromeo-Arese le 10 mars 1977 à Milan, Italie), membre de la famille Borromeo, qui fait partie de la grande aristocratie italienne et, par ailleurs, demi-sœur de la journaliste Beatrice Borromeo, épouse de Pierre Casiraghi. Ils se sont mariés le 4 septembre 2004, lors d'une cérémonie catholique romaine dans la Cappella Bianca sur l'Isola Madre, l'une des îles Borromées du lac Majeur. La réception, qui a lieu sur l’île voisine, l’Isola Bella, met en scène un gâteau au chocolat de 5 mètres de long représentant l'usine de construction automobile Lingotto de Turin et une licorne, symbole héraldique de la famille Borromeo. La liste d’invités compte Henry Kissinger, Mario Monti, Michel Platini, Valentino Garavani, Carla Bruni et Elle Macpherson. Ils ont trois enfants, Leone, né en août 2006, Oceano, né le 12 novembre 2007, et Vita, née le 24 janvier 2012.

### Innovation, technologie et éducation
Il participe depuis 2009 à la « Media and tech conference » organisée tous les ans au mois de juillet par Allen & Co à Sun Valley dans l’Idaho.
Il figure également parmi les contributeurs habituels du Google Camp, qui réunit chaque année des entrepreneurs technologiques, des investisseurs, des représentants d'institutions et des pop stars à Sciacca dans la province d’Agrigente et dans d'autres lieux de Sicile.
En juillet 2020, il participe à la présentation institutionnelle de la Nouvelle Fiat 500 électrique devant le président de la République italienne, Sergio Mattarella, et Giuseppe Conte, le président du Conseil italien.
Dès juillet 2020, il soutient le lancement et le développement du projet Arcipelago Educativo, coconçu et promu par la Fondation Agnelli, Exor, et Save the Children pour lutter contre le risque de décrochage scolaire à la suite des confinements dus au COVID-19. En tant que président du Groupe Gedi, il a soutenu la naissance en septembre 2021 de l'Italian Tech Week, un événement italien consacré à l'innovation, où il a dialogué au fil des années avec des personnalités influentes du monde de la technologie comme Elon Musk, le fondateur de Stripe Patrick Collison, ou le PDG d'Airbnb Brian Chesky.

### Sport
En mai 2012, John Elkann participe, avec sa femme Lavinia, à la 30e reconstitution historique de la Mille Miglia, une course de régularité pour voitures anciennes sur des routes publiques de Brescia à Rome et retour. Leur Fiat 8V termine à la 147e place au classement général. Ils ont de nouveau pris part à cette compétition en 2021, cette fois à bord d’une Alfa Romeo 1900 C Super Sprint, se classant à la 181e place. En mai 2016, il participe également à la centième édition de la course automobile Targa Florio à Palerme. Enfin, le 21 août 2021, il donne le coup d'envoi de la 89e édition des 24 Heures du Mans, marquant la participation des nouvelles voitures de classe LMH, dans laquelle Ferrari s'engage, à partir de 2023, et remporte la course pendant deux années consécutives.
Passionné de voile, comme son grand-père, en mars 2012, John Elkann participe comme armateur à la traversée Miami-New York à bord du monocoque Maserati de l'équipe de Giovanni Soldini, avec l’objectif d’établir un nouveau record dans la catégorie des monocoques pour les 947 milles de trajet. En 2013, il prend part à la Transpac Race de Los Angeles à Honolulu, où l'équipe se classe deuxième, ainsi qu'à la Cape2Rio de Cape Town à Rio de Janeiro, remportant la victoire et établissant un record de vitesse pour cette régate. En janvier 2015, il rejoint de nouveau Giovanni Soldini pour la Rorc Caribbean 600 Race dans les Caraïbes. La même année, une tentative de record San Francisco-Shanghai a été annulée en raison d'une grave avarie du système hydraulique. En juillet 2017, Elkann participe également, avec l’équipage de Soldini, à la Transpacific Yacht Race, de Los Angeles à Honolulu, à bord du Maserati Multi70. En janvier 2020, Elkann participe de nouveau à la Cape2Rio, puis en octobre 2020, il remporte la première place de la Rolex Middle Sea Race lors de la 41e édition, avec Giovanni Soldini, à bord du trimaran Maserati Multi 70.

## Philanthropie
Elkann soutient diverses activités philanthropiques. Il est président de la Fondation Agnelli, une organisation à but non lucratif soutenant l'éducation par le biais de la recherche scientifique et d'initiatives.

### Éducation et recherche
Depuis 2014, la Fondazione Agnelli propose aux étudiants italiens et à leurs familles un portail en ligne gratuit où ils peuvent trouver quelles écoles secondaires de leur région offrent la meilleure préparation pour l'université et le monde du travail. En collaboration avec la "Compagnia di San Paolo" à travers la Fondazione Agnelli, il a lancé "Torino fa scuola", un projet dédié à la rénovation des bâtiments scolaires dans la ville.
À partir de juillet 2020, John Elkann soutient le lancement et l'expansion du projet "Arcipelago Educativo", co-conçu et promu par la Fondation Agnelli, Exor et Save the Children pour lutter contre le risque d'abandon scolaire des élèves en raison du confinement causé par la pandémie de COVID-19.
En avril 2019, aux côtés de la directrice générale du CERN, Fabiola Gianotti, et de l'architecte italien Renzo Piano, John Elkann participe à un événement médiatique pour dévoiler le "Portail de la science", un nouveau centre d'éducation scientifique et de sensibilisation du CERN, qui vise à partager gratuitement des connaissances et des technologies avec la société. Le projet a été financé par des dons externes, par le biais de la Fondation Stellantis en tant que principal soutien. Le 21 juin 2021, il a célébré une avancée supplémentaire avec la pose de la première pierre, puis a assisté à l'inauguration officielle en octobre 2023, où il a rendu hommage à Sergio Marchionne, à qui l'auditorium de la structure est dédié.

### Aide d'urgence
En mai 2019, John Elkann participe à la 28e édition de la "Partita del cuore" pour collecter des fonds pour la Fondation Piémontaise pour la Recherche sur le Cancer et la Fondation Telethon d'Italie. En mars 2020, pour aider les citoyens italiens souffrant des conséquences de la pandémie de COVID-19, en tant que chef de la famille Agnelli, il décide d'un don de 10 millions d'€uros au Département National de la Protection Civile italienne et à la Fondation La Stampa – Specchio dei tempi, une organisation d'assistance sociale qui intervient au Piémont, pour répondre aux besoins locaux en matière de santé et de services sociaux dans la ville de Turin et au Piémont. John Elkann et sa femme Lavinia font également partie des soutiens de "Crescere Insieme al Sant'Anna", un projet philanthropique visant à étendre et à améliorer l'unité de soins intensifs néonatals du principal hôpital pédiatrique public de Turin. Le 9 mai 2016, la première unité de soins intensifs néonatals a été inaugurée.

## Fonctions
- Exor N.V. : Président-directeur général
- Stellantis : Président-directeur général (à partir du 1er décembre 2024)
- Giovanni Agnelli B.V. : Président/Commandité
- Ferrari N.V. et Ferrari : Président
- Fondation Giovanni Agnelli : Président
- PartnerRe : Membre du conseil d'administration
- Meta: Membre du conseil d'administration
- MOMA - Museum of Modern Art : Trustee
- Fondation Pinacoteca Giovanni e Marella Agnelli : Membre